# Miskolc
Miskolc er en by i det nordøstlige Ungarn, der med 143.502(2024) indbyggere er landets fjerdestørste by efter Budapest, Debrecen og Szeged. Byen er hovedstad i distriktet Borsod-Abaúj-Zemplén. Miskolcs historie går helt tilbage til stenalderen, hvor området hvor den nuværende by ligger allerede var beboet. Byen fik sit nuværende navn i 1173 og fik status som by i 1365.

## Historie
Området har været beboet siden antikken – arkæologiske fund er dateret helt tilbage til neolitisk tid og således er det påvist, at der har været menneskelig aktivitet i området for over 70.000 år siden. Den første kendte beboer var kelteren Cotinus. Området har været beboet af ungarere siden slutningen af det 9. århundrede. Byens navn stammer fra Miskóc-klanen og blev første gang brugt om byen omkring 1210. Miskóc-klanen tabte magten, da kong Karl 1. centraliserede sin magt.
Et slot blev bygget i Diósgyőr (en historisk by, i dag en del af Miskolc) i det 13. århundrede, og var et populært slot blandt kongerne og dronningerne i Ungarn i denne periode. 
Da Ungarn var i krig med det Osmanniske Rige brændte osmannerne Miskolc ned i 1544, og østrigerne gjorde ligeså i 1707, da prins Francis Rákóczi, som begyndte en frihedskamp mod østrigerne, boede i Miskolc på det tidspunkt.
I 1724 blev Miskolc hovedby for provinsen, og byen voksede meget i denne periode. I det 18. og 19. århundrede blev der bygget mange væsentlige bygninger som skoler, kirker og et teater. I 1786 havde Miskolc 14.719 indbyggere, og der var 2.414 bygninger.
Efter 1. verdenskrig steg byen i betydning eftersom Ungarn havde afgivet byen Kassa (Košice), den anden vigtige by i området, til Slovakiet. Miskolc blev centrum for jernindustrien i landet. I 1945 blev de to byer Miskolc og Diósgyőr sammenlagt til én by. Universitetet i byen blev grundlagt i 1949, og mange flyttede til byen i håb om at få arbejde. I 1980'erne boede der mere end 200.000 i byen, som på det tidspunkt var den andenstørste by i Ungarn efter hovedstaden Budapest.
Efter 1990'erne er jernindustrien ikke længere væsentlig for landet og et antal personer mistede jobbet i Miskolc efter nedskæringer inden for denne industri.
I dag er Miskolc en vigtig kulturel by, også for turister. Teatrene afholder en operafestival (Operafestivalen i Miskolc) hvert år. De mest kendte dele af byen er Tapolca (kendt for sine varme kilder), Lillafüred og Diósgyőr.

## Demografi
I 2011 boede der 168.075 mennesker i Miskolc, hvoraf 95,7% var ungarere, 2,2% romaer, 0,3% slovakker, 0,3% tyskere, 0,1% grækere og 4,1% øvrige.
I 1891 havde Diósgyőr 6.537 indbyggere og Görömböly havde 1.482. Miskolc var den tolvtestørste by før 1920 og den sjettestørste efter 1920. Samme år havde Diósgyőr totalt 20.854 indbyggere. Befolkningsrekorden er fra 1985, da byen havde 211.600 indbyggere. Befolkningstallet faldt dog kraftigt herefter som andre steder i Ungarn. I 2005 havde byen 175.701 indbyggere.
| Demografisk udvikling af Miskolc mellem 1786 og 2005 |        |        |        |        |        |         |         |         |         |         |         |
| 1786                                                 | 1850   | 1870   | 1891   | 1930   | 1941   | 1960    | 1965    | 1985    | 1996    | 2001    | 2005    |
| 14.179                                               | 16.345 | 21.199 | 30.408 | 61.559 | 77.362 | 144.217 | 163.600 | 211.600 | 191.885 | 180.282 | 175.701 |

## Venskabsbyer
- Aschaffenburg, Tyskland
- Cleveland, USA
- Burgas, Bulgarien
- Yantai, Kina
- Kayseri, Tyrkiet
- Asan, Sydkorea
- Katowice, Polen
- Košice, Slovakiet
- Ostrava, Tjekkiet
- Tammerfors, Finland
- Vologda, Rusland